# أدونيس صيفي

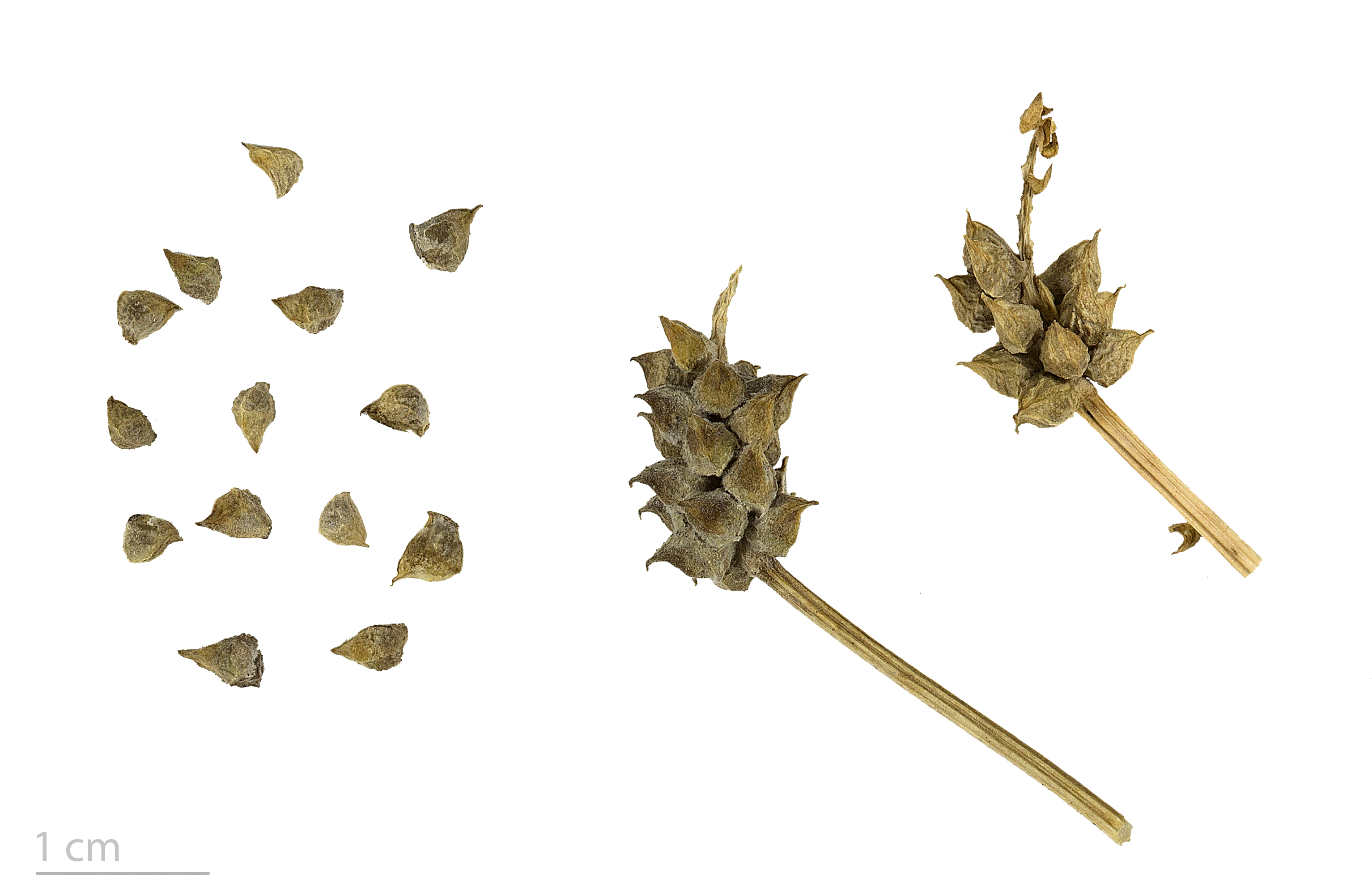
Adonis aestivalis

عين الديك أو ناب الجمل أو عين البومة أدونيس الصيفي (باللاتينية: Adonis aestivalis) نوع نباتي ينتمي إلى جنس الأدونيس أو عين الجمل من الفصيلة الحوذانية.

## البيئة والانتشار
موطنه المشرق العربي والمغرب العربي وأوروبا
النبات سام.